# Limnophila dorrigana
Limnophila dorrigana är en tvåvingeart som beskrevs av Alexander 1933. Limnophila dorrigana ingår i släktet Limnophila och familjen småharkrankar. Inga underarter finns listade i Catalogue of Life.